# 帕奇門特 (密歇根州)
帕奇門特（英語：Parchment）是一個位於美國密歇根州卡拉馬祖縣的城市。

## 人口
根據2020年美國人口普查的數據，帕奇門特的面積為2.43平方千米，當中陸地面積為2.28平方千米，而水域面積為0.05平方千米。當地共有人口1926人，而人口密度為每平方千米793人。